# Arapahoe (Nebraska)
Arapahoe è un comune (city) degli Stati Uniti d'America della contea di Furnas nello Stato del Nebraska. La popolazione era di 1,026 persone al censimento del 2010.

## Storia
Nella primavera del 1871, l'Arapahoe Town Company fu creata a Plattsmouth, sotto la guida del capitano E. B. Murphy, allo scopo di stabilire un insediamento nella valle del fiume Republican. Il townsite fu rilevato il 18 luglio 1871. Prende il nome dalla tribù di nativi americani Arapaho.
Un ufficio postale è stato istituito ad Arapahoe nel 1872. Una segheria e gristmill sono stati costruiti sul Muddy Creek, ad ovest della città; la segheria ben presto ha fornito il legname per la costruzione.
Nel 1873, fu creata la contea di Furnas a seguito di una legislatore statale, con Arapahoe capoluogo della contea. La designazione è stata contestata da Beaver City; nelle elezioni del 1873, a seguito di un contenzioso, il capoluogo venne trasferito a Beaver City nel 1876.
Il primo giornale della città fu il Pioneer, creato nel 1879. Nel 1882, l'Arapahoe Public Mirror fu creato per sostenere il Partito Democratico nella contea. Il Public Mirror è ancora in funzione; nel 1924, ha assorbito l'Holbrook Observer; nel 1978, ha acquisito l'Elwood Bulletin, che continua a pubblicare sotto quel nome.
L'Arapahoe Telephone Company fu fondata nel 1904. Negli anni trenta, la WPA fece un progetto per costruire una piscina e un solarium presso il parco comunale, che aveva fatto parte del layout originale della città.

## Geografia fisica
Secondo lo United States Census Bureau, ha un'area totale di 0,99 miglia quadrate (2,56 km²).

## Società

### Evoluzione demografica
Secondo il censimento del 2010, c'erano 1,026 persone.

### Etnie e minoranze straniere
Secondo il censimento del 2010, la composizione etnica della città era formata dal 95,2% di bianchi, lo 0,1% di afroamericani, lo 0,6% di nativi americani, lo 0,3% di asiatici, lo 0,1% di oceanici, il 2,2% di altre razze, e l'1,5% di due o più etnie. Ispanici o latinos di qualunque razza erano il 4,4% della popolazione.